# Нани ди Банко
Ђовани ди Антонио ди Банко (итал. Giovanni di Antonio di Banco), познатији као Нани ди Банко (итал. Nanni di Banco) Фиренца, око 1390 – 1421), био је италијански вајар. Реаговао је против позноготског маниризма, усмјеравајући своје истраживање на антику из које је преузео најистакнутије примјере.

## Биографија
Син Антонија ди Банка, вајара који је учествовао у декорисању катедрале у Фиренци, рођен је у Фиренци око 1380. године. Највјероватније је учио вајарски занат преко фирентинских вајара који су радили на декорацији катедрале Санта Марија дел Фјоре, посебно на украшавању њених сјеверних врата око 1391. године, која су касније преименована у „Порта дела Мандорла”, гдје међу листовима акантуса обилују анђели и митолошки ликови, инспирисани римским моделима. Ликови Херкула и Аполона, солидног монументалног изгледа, вероватно су дело старог Ђованија ди Амброђија или младог Јакопа дела Кверче.
Од 1407. године израдио је Профетина, за „врата Мандорле’’, а наредне године Изаија, у ком је још увек видљив позноготички маниризам. Године 1419. године, у друштву Брунелескија и Донатела, израдио је модел куполе за цркву Санта Марија дел Фјоре. Између 1408. и 1413. извајао је Сан Лукаса, данас у музеју де Опера дел Дуомо, предвиђеног за нишу галерије катедрале и то је био део низа јеванђелиста којима је припадао и Свети Јован ког је израдио Донатело. По профилу нише статуа је израђена са издуженим удовима, не због утицаја готике, већ због тога што су пропорције изгледале тачније из угла посматрача, јер је статуа морала бити постављена веома високо. Фигура је чврста и строга и поприма елементе племените композиције из антике. Лице, посебно у фризури и бради, такође подсјећа на моделе класичне антике.